# Homogenic
Homogenic — третий студийный альбом исландской певицы Бьорк, выпущенный на лейбле One Little Indian Records в 1997 году. Он был спродюсирован самой певицей, Маркусом Дрейвсом, Хоуи Би, Гаем Сайсворфом и Марком Беллом. В Homogenic был представлен новый музыкальный стиль Бьорк, основой которого стала определённая однородность материала, соединение электронных битов и аранжировок струнных, в песнях, которые были посвящены родине исполнительницы — Исландии. Первоначально Homogenic записывался в Лондоне, но позже запись была перенесена в Испанию.
Homogenic стал первой большой вехой в череде сотрудничества между Бьорк и Марком Беллом, которого она называла одним из тех музыкантов, которые наиболее сильно повлияли на её карьеру. Альбом достиг двадцать восьмой позиции в американском чарте Billboard 200 и четвёртой — в британском UK Albums Chart. Были выпущены пять синглов из Homogenic: «Jóga», «Bachelorette», «Hunter», «Alarm Call» и «All Is Full of Love». Homogenic был положительно оценен критикой, как после релиза, так и в более поздних рецензиях. Сэл Синкуэмани из Slant Magazine назвал его «если и не лучшим электронным альбомом всех времён, то уж точно лучшим в этом десятилетии».

## Запись

### Сессии в Майда-Уэйл
После изматывающего концертного тура 1996 года, Бьорк возвратилась к себе домой в Майда-Уэйл с необходимостью начать создание новых песен как формы терапии. Бьорк разрешила звукоинженеру Маркусу Дрейвсу работать в её домашней студии, чтобы скорее начать процесс записи новых песен. Певица хотела сделать альбом с «простым звучанием», «за один присест». Рабочим названием альбома было Homogeneous, но вскоре Бьорк поменяла его на Homogenic.
Сессии Дрейвса и Бьорк не были жёстко регламентированными, и исполнительница предоставила ему полную свободу в действиях. Она покидала студию только для того, чтобы приготовить для них двоих еду. Одной из первых песен, созданных в результате сотрудничества, стала «5 Years», для которой Дрейвс создал энергичный бит. Процесс записи Homogenic был прерван из-за вспыхнувшего в СМИ обсуждения инцидента с Рикардо Лопесом, фаната Бьорк, который долгое время преследовал её и покончил жизнь самоубийством. Чтобы справиться со стрессом, Бьорк стала представлять себе, что она являлась героиней испанской мыльной оперы. Воображение такого персонажа вдохновило её на создание песни «So Broken», которую она напевала на собственной кухне. Композиция впоследствии была включена в японскую версию альбома.

### Сессии в Малаге
Для того чтобы продолжить запись без постоянного, нежелательного интереса к личной жизни певицы со стороны СМИ, барабанщик Тревор Мораис, выступавший с ней на концертах, предложил Бьорк свою студию в Испании. Она отправилась в Малагу, где встретилась с гитаристом в стиле фламенко Раймундо Амадором. Первоначально Бьорк предполагала остаться в Малаге на небольшой период времени, но позже приняла решение записать основную часть Homogenic в этом городе. Певица отправилась в последнее путешествие, перед тем как окончательно обосноваться в Испании на время записи. На Рождество она отправилась в Исландию, как всегда делала, проживая в Лондоне. Находясь там, она написала большое количество новых песен, включая «Jóga». Перед тем как вернуться в Испанию, она также совершила двухнедельный пресс-тур по миру в поддержку её только что вышедшего альбома ремиксов Telegram.
После того как она вернулась в Испанию в конце января, Бьорк приняла решение, что продюсер Нелли Хупер, который спродюсировал альбомы Debut и Post, не будет привлечён к работе над новым, так как, по её словам, «они перестали удивлять друг друга». Первым желанием Бьорк было — спродюсировать альбом самостоятельно, но позже она отвергла эту идею и привлекла к записи группу близких ей по взглядам музыкантов, включая Дрейвса, Хоуи Би, Гая Сайсворфа и Марка Белла, участника группы LFO. Хоуи Би ранее работал с Бьорк над Debut и Post, а Сайсворф сыграл партии клавесина на Post. Американская хип-хоп группа Wu-Tang Clan также внесла небольшой вклад в запись Homogenic, но не смогла продолжить работу, так как вернулась к записи собственного альбома Wu-Tang Forever, которая заняла намного больше времени, чем они планировали.
Большинство мелодий альбома сначала возникали в голове Бьорк, которая впоследствии создавала гармонии с помощью струнных на синтезаторе Casio и приносила готовый материал программерам, которые дописывали ритмические партии и биты. Бьорк изначально была одержима идеей привлечь к работе на её альбомами Debut и Post Марка Белла, но её желание реализовалось только на Homogenic. Белл спродюсировал большинство песен на альбоме, включая «Pluto», «Alarm Call» и партии баса в «Jóga». Рассказывая о сотрудничестве с Беллом, Бьорк утверждала, что «ценит и уважает то, что он [Белл] для меня сделал. Если бы я отвечала на вопрос, кто больше всего повлиял на меня, то это бы были Штокхаузен, Kraftwerk, Брайан Ино и Марк Белл». Одними из неортодоксальных методов записи стали: желание Бьорк записываться на открытой веранде и привлечение непрофессионалов. Например — Ребекку Стори, которая изначально была нанята няней. Она была включена в процесс, после того как проявила к нему интерес.
Аранжировки струнных были добавлены в самом конце записи. Бьорк по старой дружбе попросила Эумира Деодато доделать, переписать и создать их с нуля для тех песен, которые певица не аранжировала самостоятельно. Чтобы сохранить в альбоме исландскую тему, исполнительница привлекла к записи Исландский струнный октет. К июню 1997 года запись альбома вышла за рамки графика, так как Бьорк не была уверена в окончательном списке композиций и недовольна некоторыми записанными вокальными партиями.

## Музыка и тексты песен
Перед началом записи Бьорк овладело желание создать альбом с простым и лёгким звучанием. В свою очередь, Хитер Фарес из AllMusic описывала его звучание как «слияние морозных струнных (что стало влиянием „Исландского струнного октета“), контрапунктных, абстрактных битов и удивительных штрихов к общей картине, таких как аккордеон и стеклянная гармоника». Альбом стилистически сильно отличался от предыдущих релизов певицы, и Нева Конин из журнала Rolling Stone утверждал, что он «будет с трудом переварен любителями сладких мелодий и энергичных танцевальных коллажей её предыдущих работ».
Бьорк выдвинула на первый план в Homogenic идею отдать дань её родной Исландии. Продюсер Маркус Дрейвс говорил, что Бьорк хотела, чтобы альбом звучал как «грозный вулкан, вокруг которого разросся мягкий мох…». В интервью OOR исполнительница объясняла, что «в Исландии всё вращается вокруг природы, 24 часа в день. Землетрясения, снегопады, дождь, лёд, извержения вулканов и гейзеров… Всё кажется первобытным и неподконтрольным. С другой стороны, Исландия очень современная, везде хай-тек. Здесь, как нигде в мире, самое большое число людей, которые владеют и умеют обращаться с компьютерами. Я отразила это противоречие на Homogenic. Электронные биты отразили ритм, сердцебиение жизни. А винтажные струнные создали старомодную атмосферу, добавили колорит».
Вокал Бьорк на Homogenic варьируется от примитивных криков до традиционного вокального метода, используемого «Исландским мужским хором», который состоит в комбинации пения и речитатива, что наиболее полно представлено в песне «Unravel». Большинство текстов песен альбома посвящены любви и неудачным взаимоотношениям. Песня «Jóga» была написана как посвящение лучшей подруге певицы (имя которой вынесено в заглавие песни), массажистке, которая ездила с ней в тур. Бьорк назвала основной темой «All is Full of Love» «веру в любовь» и отмечала: «Любовь происходит не только между двумя людьми. Она повсюду вокруг нас». «All Neon Like» содержит строчки из поэмы «Techno Prayer», которую Бьорк написала в 1996 году. Песня «5 Years» появилась через пару недель после разрыва певицы с музыкантом Трики, и музыкальные журналисты посчитали, что она была написана вследствие этого. «Bachelorette» была изначально написана по просьбе режиссёра Бернардо Бертолуччи для фильма «Ускользающая красота». Бьорк позже связалась с Бертолуччи по факсу и сообщила, что песня войдёт в её альбом. «Bachelorette» и «Jóga» были написаны совместно с исландским поэтом Sjón, поскольку исполнительница хотела внести в тексты эпос. «Immature» посвящена ошибкам в отношениях и была написана вскоре после разрыва певицы с Голди. Бьорк описала идею «Pluto» как «состояние самоочищения, которое необходимо чтобы разрушить всё и начать с начала». «Unravel» — это песня, посвящённая оплакиванию прошедшей любви, с короткими вспышками надежды. Тематика альбома отражена в его обложке, разработанной Александром Маккуином. Бьорк объясняла Маккуину, что тот вымышленный герой, который поёт в Homogenic — это кто-то, кому «пришлось стать воином. Воином, который идёт воевать не с оружием, а с любовью. У меня была причёска, которая весила десять килограмм, специальные контактные линзы, маникюр, не дававший есть руками, широкая лента вокруг талии и высокие башмаки, в которых было очень трудно ходить».

## Выпуск
Homogenic был выпущен позже, чем предполагали в One Little Indian Records. Бьорк вышла далеко за график записи, а обложка альбома, оформлением которой занимался фотограф Ник Найт, не была доработана до конца и требовались новые съёмки. Ближе к концу августа 1997 года, One Little Indian отложил релиз на месяц. Homogenic был выпущен 22 сентября 1997 на лейбле One Little Indian в Великобритании и 23 сентября на лейбле Elektra Records в Северной Америке, как на компакт-дисках, так и на кассетах. Позже вышли переиздания на виниле и в формате DualDisc. Японская версия альбома включала несколько бонусов и ремиксов. Версия в формате DualDisc включала оригинальный компакт-диск и DVD с улучшенным звуком и музыкальными видео, снятыми на синглы.
После релиза, диск попал в чарт альбомов США 11 октября 1997 года, где пробыл девять недель и достиг 28-го места. Homogenic пробыл в чарте Канады одну неделю, достигнув 20-й строчки. В Великобритании, альбом дебютировал в чарте 4 октября 1997 года, пробыв в нём тринадцать недель и достигнув четвёртого места. Пять песен из Homogenic были выпущены в качестве синглов. Музыкальное видео к «Jóga» снял режиссёр Мишель Гондри. Оно было снято в середине 1997 года, а песня выпущена, как первый сингл. «Bachelorette» была выпущена в декабре того же года, на неё также был снят клип, под руководством Гондри. В 1998 году были выпущены ещё два сингла: «Hunter», видео на который снял Пол Уайт, и «Alarm Call», режиссёром музыкального видео к которому стал Александр Маккуин. Последним синглом стала песня «All Is Full of Love», выпущенная в 1999 году. Клип к песне был снят режиссёром Крисом Каннингхеймом. «Jóga» был единственным синглом, который не попал в чарт Великобритании, а «All Is Full of Love» — единственным попавшим в чарты США, достигнув восьмого места в Hot Dance Singles Sales. Канадская Canadian Recording Industry Association сертифицировала Homogenic, как золотой 22 июня 1998 года, а американская RIAA — 31 августа 2001 года. Продажи альбома в США к июлю 2001 года составили 424 тысячи экземпляров.

### Концертный тур

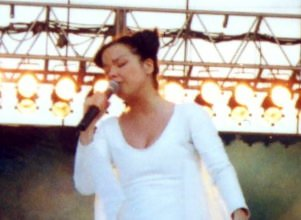
Бьорк выступает на Ruisrock в финляндском Турку 28 июня 1998 года.

Из-за того, что выпуск Homogenic был отложен на месяц, тур в его поддержку проходил перед аудиторией, которая не была знакома с новыми песнями, так как ранее они нигде не обнародовались. Турне стартовало в начале сентября. Концертная группа состояла лишь из одного музыканта — Марка Бэлла. Концерты прошли в Германии, Нидерландах, Франции, Бельгии, Испании и Великобритании; они были короткими, с длительностью около получаса и на них исполнялись только новые песни. Ещё один тур был организован в конце октября и продлился чуть менее четырёх недель. Выступления прошли в Италии, Швейцарии, Франции, Великобритании, Шотландии, Германии, Ирландии и Дании. В конце ноября, у Бьорк диагностировали пиелонефрит и, несмотря на то, что она чувствовала себя здоровой, ей рекомендовали взять трёхнедельный отпуск. В итоге, было отменено её северо-американское турне. В 1998 году, был объявлен совместный тур певицы и группы Radiohead по Северной Америке, но вскоре был отменён из-за сложностей с перестроением сцены для шоу. Вскоре, в середине года, Бьорк провела ещё один тур в Европе и других странах, включая Чили, Бразилию и Аргентину. На разогреве в этом турне выступал электронный музыкант µ-Ziq.

## Отзывы критиков
| Оценки критиков      | Оценки критиков |
| Источник             | Оценка          |
| -------------------- | --------------- |
| AllMusic             | [ 23 ]          |
| The A.V. Club        | (смешанная)     |
| Роберт Кристгау      | [ 54 ]          |
| Entertainment Weekly | A               |
| NME                  | 9/10            |
| Pitchfork Media      | 9.9/10          |
| Rolling Stone        | [ 24 ]          |
| Slant Magazine       | [ 2 ]           |
| Spin                 | 9/10            |
| Tiny Mix Tapes       | [ 59 ]          |

Оценки альбома музыкальными критиками были положительными. В Entertainment Weekly ему дали высшую оценку, утверждая, что «Homogenic мог оказаться пресным и скучным — как операция по смене пола Стинга. Но результат свидетельствовал о том, что Бьорк осталась такой же незаурядной, в то время, как даже те песни, которые посвящены взрослой жизни, оказались удивительно искажёнными». В журнале Rolling Stone альбом получил четыре балла из пяти, где его назвали «одним из самых смелых — и самым впечатляющим — альбомом года». В NME диск получил девять баллов из десяти, где отмечали, что он «возможно один из её самых странных, но и её самый лучший [альбом]… Очевидно… что Бьорк создала свой самый эмоциональный, очень заряжающий и заводной альбом, который в то же время, стал жгучим триумфом духа приключений». Негативную оценку он получил от Стивена Томсона из The A.V. Club, который писал, что «в Homogenic выдержана стилистика и он достаточно креативен, как мы и могли ожидать, но как целое произведение, он едва ли даст возможность песням Бьорк самостоятельно заявить о себе».
Американские критики ставили Homogenic на высокие места в итоговых годовых списках лучших альбомов. В опросе Pazz & Jop критиков газеты Village Voice диск был помещён на девятое место. В Spin его поместили на четвёртую позицию в списке «20 лучших альбомов года». Британские критики также ставили альбом на высокие позиции в списках и рейтингах. Melody Maker поместил его на 33-ю строчку списка «Альбомы года», а NME — на пятнадцатую строку, по опросу критиков.
Поздние рецензии также отличались положительной оценкой. Райан Шрейбер из Pitchfork Media дал Homogenic 9,9 баллов из 10-ти, утверждая, что он был «абсолютно блестящим». В Tiny Mix Tapes писали, что Бьорк создала что-то столь освежающе уникальное, что причислить альбом к какому-либо жанру или навесить на его музыку ярлык не представляется возможным. В издании отмечали, что диск «стал основой музыки будущего» и Бьорк намного опередила своё время. Хитер Фарес из AllMusic поставила альбому пять баллов из пяти и назвала Homogenic «её наиболее целостной работой». Автор писала, что если альбом и не показал музыку Бьорк со всех возможных сторон, то однозначно отразил самые лучшие из них.
В 2002 году, Homogenic был помещён изданием Slant Magazine на десятую строчку в списке «Величайшие электронные альбомы 20-го века». В 2003 году, Homogenic занял 21-ю строчку в списке ста лучших альбомов 1990-х, по версии издания Pitchfork Media, в котором утверждали, что он стал «одной из самых идеальных записей всех времён и, вполне возможно, Бьорк уже никогда не сможет приблизиться к уровню столь бесспорно захватывающей красоты». В 2007 году, Slant Magazine дал диску наивысший, из возможных, балл, описывая его, как «великолепный и пробуждающий воспоминания» и называя его одним из лучших альбомов 1990-х. В ретроспективе карьеры Бьорк в 2007 году, Spin дал альбому пять баллов из пяти. В 2011 году, Slant Magazine поместил диск на первое место в своём редакционном списке лучших альбомов 1990-х.

### Награды и номинации
Homogenic получил несколько наград и номинаций от авторитетных музыкальных премий. Он был номинирован в категории «Лучший альбом альтернативной музыки» на церемонии «Грэмми» 1998 года, но проиграл диску OK Computer группы Radiohead. Мишель Гондри был номинирован как режиссёр клипа к «Bachelorette» в номинации «Лучшее короткое музыкальное видео» на церемонии «Грэмми» 1999 года, но проиграл Юнасу Окерлунду с его видео к песне Мадонны «Ray of Light». Homogenic помог Бьорк получить награду в категории «Лучшая иностранная певица» на премии BRIT Awards.

## Список композиций
Слова и музыка всех песен — Бьорк, кроме указанных.
| №   | Название                                | Автор(ы)            | Длительность |
| --- | --------------------------------------- | ------------------- | ------------ |
| 1.  | «Hunter»                                |                     | 4:15         |
| 2.  | «Jóga»                                  | Бьорк, Sjón         | 5:05         |
| 3.  | «Unravel»                               | Бьорк, Гэй Сайсворф | 3:21         |
| 4.  | «Bachelorette»                          | Бьорк, Sjón         | 5:12         |
| 5.  | «All Neon Like»                         |                     | 5:53         |
| 6.  | «5 Years»                               |                     | 4:29         |
| 7.  | «Immature» (Mark Bell’s Version)        |                     | 3:06         |
| 8.  | «Alarm Call»                            |                     | 4:19         |
| 9.  | «Pluto»                                 | Бьорк, Марк Белл    | 3:20         |
| 10. | «All Is Full of Love» (Howie’s Version) |                     | 4:32         |

| №   | Название                     | Автор(ы)    | Длительность |
| --- | ---------------------------- | ----------- | ------------ |
| 11. | «Jóga» (Howie B Main Mix)    | Бьорк, Sjón | 5:00         |
| 12. | «Sod Off»                    |             | 2:54         |
| 13. | «Immature» (Björk’s Version) |             | 2:48         |
| 14. | «So Broken»                  |             | 5:59         |
| 15. | «Nature Is Ancient»          | Бьорк, Белл | 3:39         |
| 16. | «Jóga» (Alec Empire Remix)   | Бьорк, Sjón | 8:44         |

| №   | Название                                                   | Автор(ы)            | Длительность |
| --- | ---------------------------------------------------------- | ------------------- | ------------ |
| 1.  | «Hunter» (Dolby Surround Mix)                              |                     | 4:15         |
| 2.  | «Jóga» (Dolby Surround Mix)                                | Бьорк, Sjón         | 5:05         |
| 3.  | «Unravel» (Dolby Surround Mix)                             | Бьорк, Гэй Сайсворф | 3:21         |
| 4.  | «Bachelorette» (Dolby Surround Mix)                        | Бьорк, Sjón         | 5:12         |
| 5.  | «All Neon Like» (Dolby Surround Mix)                       |                     | 5:53         |
| 6.  | «5 Years» (Dolby Surround Mix)                             |                     | 4:29         |
| 7.  | «Immature» (Mark Bell's Version) (Dolby Surround Mix)      |                     | 3:06         |
| 8.  | «Alarm Call» (Dolby Surround Mix)                          |                     | 4:19         |
| 9.  | «Pluto» (Dolby Surround Mix)                               | Бьорк, Марк Белл    | 3:20         |
| 10. | «All Is Full of Love» (Video version) (Dolby Surround Mix) |                     | 4:46         |
| 11. | «Jóga» (Music Video)                                       |                     |              |
| 12. | «Bachelorette» (Music Video)                               |                     |              |
| 13. | «Hunter» (Music Video)                                     |                     |              |
| 14. | «Alarm Call» (Music Video)                                 |                     |              |
| 15. | «All Is Full of Love» (Music Video)                        |                     |              |

## Участники записи
| - Аласдаир Эллоу — гармоника - Вайхал Эрмон — скрипка - Марк Белл — клавишные - Сигарбьорн Бернхардссон — скрипка - Марк Бэрроу — скрипа - Бьорк — клавишные - Майк Бриттэйн — бас - Джеффри Бринт — горн - Роджер Чейс — альт - Бэн Крафт — скрипка - Сигрун Едвальсдоттир — скрипка - Пол Гардхейм — бас - Роджер Гарланд — скрипка - Уилфред Гибсон — скрипка - Изобель Гриффитс — руководитель оркестра - Сигурдур Биарки Гуннерссон — виолончель - Хрунд Хардардоттир — альт - Билл Хоукс — альт - Стив Хендерсон — тимбалес, литавры - Пол Кегг — виолончель - Ясихиро Кобаяши — аккордеон - Питер Лейл — альт - Крис Лоренс — бас - Хелен Либмен — виолончель - Мартин Ловдэй — виолончель - Аласдаир Мэллоу — стеклянная гармоника - Пэрри Мейсон — скрипка - Джим Маклеод — скрипка - Перри Монти-Мэйсон — скрипка - Тревор Мораис — ударные, электронные ударные - Джон Эр. Орнольфссон — виолончель - Питр Оксер — скрипка - Пол Притчард — бас - Масье Раковски — скрипка - Фрэнк Рикотти — малый барабан - Джордж Робертсон — альт - Гэй Сайсворф — клавесин, клавишные, орган - Моедур Анна Сигурдардоттир — альт - Юна Свенбарнардоттир — скрипка - Майк Томсон — горн - Сиф Тулиниус — скрипка - Джон Таннелл — виолончель - Хелен Танстелл — арфа - Гэвин Райт — скрипка | - Хоуи Би — программинг, продюсер, сведение - Марк Белл — программинг, продюсер, программирование ударных, руководитель - Бьорк — аранжировка, продюсер - Дэнни Джо Броун Бэнд — программинг, ассистент при сведение - Ричард Браун — программинг - Кирстен Коуи — ассистент при сведении, ассистент - Дэодато — аранжировка, оркестровка, запись - Мариус Де Вриес — программинг - Маркус Дрейвс — программинг, продюсер, инженер звукозаписи, программинг ударных, руководитель - Кэти Ингланд — стилист - Джейсон Гроукотт — ассистент при сведении, ассистент - Ник Найт — фотограф - Джеймс Лори — ассистент при сведении, ассистент - Александр Маккуин — креативный директор - Сьюи Мидвэй-Смит — ассистент при сведении, ассистент - Роб Мёрфи — ассистент при сведении, ассистент - Рассел Полден — ассистент при сведении, ассистент - Стив Прайс — инженер звукозаписи - Гэй Сигсворф — продюсер - Тони Стентон — тиражирование - Майк «Спайк» Стент — сведение, руководитель - Ребекка Стори — ассистент при сведении, ассистент - Пол Уолтон — ассистент при сведении - Джейсон Уэстбрук — ассистент при сведении, ассистент |

## Позиции в чартах
| Чарт (1997)            | Высшая позиция | Источник |
| ---------------------- | -------------- | -------- |
| Canadian Albums Chart  | 20             | [ 41 ]   |
| French Albums Chart    | 2              | [ 73 ]   |
| Norwegian Albums Chart | 3              | [ 74 ]   |
| UK Albums Chart        | 4              | [ 42 ]   |
| США Billboard 200      | 28             | [ 41 ]   |

| Год                                       | Песня                 | Высшая позиция   | Высшая позиция       |
| Год                                       | Песня                 | UK Singles Chart | US Hot Dance Singles |
| ----------------------------------------- | --------------------- | ---------------- | -------------------- |
| 1997                                      | «Jóga»                | —                | —                    |
| 1997                                      | «Bachelorette»        | 21               | —                    |
| 1998                                      | «Hunter»              | 44               | —                    |
| 1998                                      | «Alarm Call»          | 33               | —                    |
| 1999                                      | «All Is Full of Love» | 24               | 8                    |
| «—» означает, что песня не попала в чарт. |                       |                  |                      |